# Elginisme
L’elginisme est une forme de vandalisme consistant à extraire des œuvres d'art de leur contexte ou région d'origine pour les exposer ailleurs. Cette pratique tire son nom du titre de lord Elgin porté par Thomas Bruce, ambassadeur britannique à Constantinople, qui fut responsable de l'enlèvement et du transfert à Londres des marbres du Parthénon en 1801-1802.
Ce terme semble avoir été utilisé pour la première fois en français par Édouard Mortier (1883-1946), 5e duc de Trévise, amateur d'art et fondateur en 1921 de l'association Sauvegarde de l'art français, choqué par la multiplication, après la Première Guerre mondiale, des projets de dépeçage de monuments français pour en exporter des œuvres d'art à l'étranger, principalement aux États-Unis. Mais le terme a déjà été utilisé en anglais (elginism) au milieu du XIXe siècle.
L'UNESCO a mis en place des conventions internationales pour lutter contre l'exportation illégale de biens culturels.